# Phan Công Thắng
Phan Công Thắng (tiếng Trung giản thể: 潘功胜; bính âm Hán ngữ: Pān Gōngshèng; sinh ngày 8 tháng 7 năm 1963), là người Hán, chuyên gia kinh tế, chính trị gia nước Cộng hòa Nhân dân Trung Hoa. Ông hiện là Bí thư Đảng ủy, Hành trưởng Ngân hàng Nhân dân Trung Quốc. Ông là Ủy viên dự khuyết Ủy ban Trung ương Đảng Cộng sản Trung Quốc khóa XIX, từng là Phó Hành trưởng Ngân hàng Nhân dân kiêm Cục trưởng Cục Quản lý ngoại hối Quốc gia; Phó Hành trưởng, Đồng sự chấp hành Ngân hàng Nông nghiệp Trung Quốc.
Phan Công Thắng là đảng viên Đảng Cộng sản Trung Quốc, học vị Tiến sĩ Kinh tế học, học hàm Nghiên cứu viên ngành Kinh tế. Ông từng là đảng viên của một đảng phái nhỏ là Đồng minh dân chủ Trung Quốc, sau đó gia nhập Đảng Cộng sản, có 20 năm công tác ở các ngân hàng gồm Ngân hàng Công Thương, Ngân hàng Nông nghiệp trước khi được điều tới Ngân hàng Nhân dân, tham gia lãnh đạo ngành ngân hàng Trung Quốc.

## Xuất thân và giáo dục
Phan Công Thắng sinh ngày 8 tháng 7 năm 1963 tại An Khánh, nay là địa cấp thị của tỉnh An Huy, Cộng hòa Nhân dân Trung Hoa. Ông lớn lên và tốt nghiệp cao trung ở An Khánh, vào tháng 9 năm 1980 thì bắt đầu theo học Khoa Kế toán, hệ giảng viên kinh tế của Trường chuyên khoa Kinh tế luyện kim tỉnh Chiết Giang, tốt nghiệp vào tháng 7 năm 1983 và ở lại trường tham gia giảng dạy kinh tế. Vào tháng 7 năm 1987, ông tới Bắc Kinh, nhập học Học viện Nhân sự lao động của Đại học Nhân dân Trung Quốc, bảo vệ thành công luận văn thạc sĩ đề tài "So sánh thị trường lao động quốc tế" với sự hướng dẫn của Giáo sư Triệu Lý Khoan, Dương Thể Nhân, nhận bằng Thạc sĩ Kinh tế vào tháng 6 năm 1990. Sau đó, ông là nghiên cứu sinh của trường, bảo vệ thành công luận án tiến sĩ đề tài "Luận thị trường lực lao động — Đánh giá lý thuyết, so sánh hệ thống và tư duy về thị trường hóa phân bổ lực lượng lao động của Trung Quốc" với sự hướng dẫn của Giáo sư Lý Tông Chính, trở thành Tiến sĩ Kinh tế vào tháng 6 năm 1993. Từ tháng 10 năm 1997 đến tháng 9 năm 1998, ông từng sang Vương quốc Anh, tham gia khóa nghiên cứu sau tiến sĩ ở Trường Kinh doanh của Đại học Cambridge.
Phan Công Thắng sau khi hoàn thành 13 năm học đại học, sau đại học thì gia nhập đảng phái Đồng minh dân chủ Trung Quốc vào tháng 5 năm 1993. Sau đó 6 năm, ông rời đảng phái này, được kết nạp Đảng Cộng sản Trung Quốc vào tháng 4 năm 1999 và bắt đầu hoạt động ở tổ chức đảng lãnh đạo Trung Quốc này. Ông cũng từ tham gia khóa bồi dưỡng chính trị nửa năm 2009 ở Trường Đảng Trung ương Đảng Cộng sản Trung Quốc, bồi dưỡng nửa năm 2011 theo chương trình quốc tế tại Trường Kenedy của Đại học Harvard.

## Sự nghiệp

### ICBC—ABC
Sau đại học, tháng 9 năm 1993, Phan Công Thắng được tuyển vào Ngân hàng Công Thương Trung Quốc (ICBC), công tác tổng bộ nhậm chức Phó Trưởng phòng Tín dụng nhà ở. Sau đó 1 năm, ông giữ chức Trưởng phòng Kế hoạch – Tài vụ từ tháng 9 năm 1999, rồi là Phó Trưởng bộ phận Tổ chức, Phó Tổng giám đốc bộ phận Tài nguyên nhân lực ở tổng bộ từ tháng 3 năm 2000. Tháng 6 năm 2003, ông được phân về thành phố Thâm Quyến, nhậm chức Phó Hành trưởng ICBC chi nhánh Thâm Quyến, sau đó 1 năm thì được điều trở lại tổng bộ, giữ vị trí Tổng giám đốc Kế hoạch – Tài vụ, Chủ nhiệm Văn phòng cải cách cổ phần ICBC, kiêm nhiệm làm Chủ nhiệm Văn phòng Hội Đồng sự, Thư ký Hội Đồng sự ICBC. Tháng 1 năm 2007, ông được miễn nhiệm các vị trí, giữ chức Thư ký Hội đồng sự kiêm Tổng giám đốc bộ phận Quan hệ đầu tư và quản lý chiến lược ICBC.
Tháng 4 năm 2008, sau 15 năm ở ICBC, Phan Công Thắng được điều tới Ngân hàng Nông nghiệp Trung Quốc (ABC), được chỉ định làm Ủy viên Đảng ủy, Phó Hành trưởng ABC. Sang đầu năm 2009, ông là Ủy viên Đảng ủy Công ty hữu hạn cổ phần ABC, Phó Hành trưởng, sau đó là Đồng sự chấp hành của ngân hàng này từ tháng 4 năm 2010. Trong gần 20 năm 1993–2012 ông tác ở ICBC–ABC, Phan Công Thắng được biết đến là người đóng vai trò quan trọng trong việc tái cơ cấu và niêm yết ICBC (601398.SS) và ABC (601288.SS) trước khi trở thành Phó Hành trưởng Ngân hàng Nhân dân Trung Quốc, nơi ông trở nên nổi tiếng nhờ hạn chế dòng vốn chảy ra ngoài. Ông có lập trường cứng rắn chống lại những kẻ đầu cơ tiền tệ và đã tham gia vào các cuộc cải cách ngân hàng quốc gia, thắt chặt thị trường nhà đất, quy định về fintech và cấm tiền điện tử.

### PBC
Tháng 6 năm 2012, Phan Công Thắng được điều lên Ngân hàng Nhân dân Trung Quốc (PBC), nhậm chức Ủy viên Đảng ủy, Phó Hành trưởng cấp phó bộ trưởng. Tới cuối năm 2015, đầu năm 2016 ông kiêm nhiệm làm Bí thư Đảng tổ, Cục trưởng Cục Quản lý ngoại hối Quốc gia, kế nhiệm Hành trưởng Dịch Cương. Tháng 10 năm 2017, ông tham gia đại hội đại biểu toàn quốc, được bầu làm Ủy viên dự khuyết Ủy ban Trung ương Đảng Cộng sản Trung Quốc khóa XIX tại Đại hội Đảng Cộng sản Trung Quốc lần thứ XIX. Ngày 25 tháng 7 năm 2023, ông tiếp tục kế nhiệm Dịch Cương, được Tổng lý Lý Cường giới thiệu, Nhân Đại phê chuẩn nhậm chức Hành trưởng Ngân hàng Nhân dân Trung Quốc, đồng thời là Bí thư Đảng ủy, cấp bộ trưởng.